# 安东尼·孔特雷拉斯
安东尼·孔特雷拉斯（西班牙語：Anthony Contreras，2000年1月29日—），哥斯达黎加男子足球运动员，司职前锋。他曾代表哥斯达黎加国家队参加2022年国际足联世界杯，结果队伍止步小组赛阶段。